# Mark + Rámon
Mark + Rámon was een Nederlands radioprogramma van omroep BNNVARA dat te beluisteren was op radiozender NPO 3FM. Het programma werd gepresenteerd door Mark van der Molen en Rámon Verkoeijen.

## Geschiedenis

### Lunchshow
Op maandag 7 november 2016 werd de nieuwe programmering van NPO 3FM bekendgemaakt. Timur Perlin maakte al een lunchshow met Verkoeijen maar doordat Perlin vertrok bij de zender, werd bekend dat Van der Molen de plek in zou nemen van Perlin. Op 14 november dat jaar begon de eerste editie van Mark + Rámon. Het programma werd uitgezonden tussen 12.00 uur en 14.00 uur. 
Buiten de vaste programma-items werd er elk half uur een nieuwsbulletin uitgezonden door NOS op 3. Dieuwke Teertstra was de vaste nieuwslezeres van het programma.

### Middagshow
Na amper een jaar de lunchshow hebben gepresenteerd, werd eind augustus 2017 bekend dat Van der Molen en Verkoeijen de middagshow zouden gaan presenteren. Het programma zou uitgezonden worden op het tijdslot dat eerst werd ingevuld door Frank van der Lende, die verhuisde naar het weekend. Zowel de nieuwsbulletins, de programma-items, de nieuwsbulletins die elk half uur werden uitgezonden als de programmanaam Mark + Rámon bleven gewoon bestaan. 
In november 2018 werd bekend dat nieuwslezeres Dieuwke Teertstra werd vervangen door Malou van der Starre. Ook Van der Starre leest elk half uur een nieuwsbulletin. Na amper een jaar werd alweer bekend dat Van der Starre stopte bij de middagshow als nieuwslezeres, vanaf oktober 2019 verzorgt Biem Buijs het nieuws.
Vanaf november 2019 werd bekend dat Verkoeijen tijdelijk niet te horen zou zijn in het radioprogramma vanwege persoonlijke redenen. Timur Perlin, Wijnand Speelman en Jorien Renkema vervingen Verkoeijen tijdelijk. 

### Einde
In maart 2020 werd bekend dat het middagprogramma niet langer door zou gaan. Vanaf 1 april 2020 presenteert Frank van der Lende, voorganger van het middagprogramma van Van der Molen en Verkoeijen, opnieuw de middagshow op NPO 3FM. Van der Lende doet dat samen met Eva Koreman.  
Zowel Van der Molen als Verkoeijen verhuisden naar de avonduren van de zender. Vanaf januari 2021 presenteren ze op die uren het programma Vrij.

## Programma-items
- Wie hangt er aan de lijn? (dagelijks): een luisteraar mag een verzoekplaat aanvragen. Indien Van der Molen en Verkoeijen de woonplaats, leeftijd en beroep juist raden, wordt de verzoekplaat niet gedraaid. Indien Van der Molen en Verkoeijen het niet juist raden, wordt de verzoekplaat gedraaid.
- De sloomste mens (maandag): Een audiofragment (van een uitspraak) van een bekend persoon wordt langzaam afgespeeld. Luisteraars moeten raden welke persoon het betreft.
- De leukste dag van de week (dinsdag):
- Mama appelsap (dinsdag en donderdag): Soms klinken in muzieknummers Nederlandse teksten. In deze rubriek worden ze besproken.
- Het knipperlichtliedje (woensdag): Verkoeijen mixt het geluid van een knipperlicht met een bepaalde plaat. Het knipperlicht is van een luisteraar die ook altijd in de uitzending belt met Van der Molen en Verkoeijen.
- Erik Dijkstra blikt vooruit op het sportweekend (vrijdag)
- De ABC-Quiz (vrijdag): Er is een letter uit een songtekst weggepiept. De luisteraar mag raden welke letter dit is. A, B of C?
- Wie heeft het leukste weekend?: Luisteraars bellen in en lichten toe waarom zij het leukste weekend van iedereen hebben. De persoon/personen met het beste/leukste verhaal winnen een prijs.

•  De insmeerbeer: In de zomer kwam er veelal onverwachts een beer de studio binnen met zonnebrandcrème om de presentatoren in te smeren. Het doel was om met een ludieke actie aandacht te vragen voor mensen met huidkanker. In het berenpak zat [[Alberto Stegeman]]. Tijdens de [[Nijmeegse Vierdaagse]] werd de beer verbasterd tot de Masseerbeer.